# Lissey
Lissey é uma comuna francesa na região administrativa do Grande Leste, no departamento de Meuse. Estende-se por uma área de 9.97 km², e possui 111 habitantes, segundo o censo de 2018, com uma densidade de 11 hab/km².